# Бонни, Эмма
Э́мма Бо́нни (англ. Emma Bonney; род. 13 июля 1976, Портсмут, Англия) — английская снукеристка; также на высоком уровне играет в английский бильярд.

## Биография и карьера
Училась в школе Cams Hill, Фэйрхэм (Хэмпшир). Начала играть в бильярд в 1989 году с одном из клубов Портсмута.
В 2006 и 2011 годах выходила в финал женского чемпионата мира по снукеру, но оба раза уступала Риан Эванс — со счётом 3:5 и 1:5 соответственно. В 2008-м, в финале чемпионата Европы снова сыграла с Эванс, и снова матч закончился не в её пользу — 3:5. Несмотря на это, на конец 2008 года Бонни занимала 1-е место в женском мировом рейтинге.
8 апреля 2010 года Эмма Бонни выиграла свой пятый чемпионат мира по английскому бильярду — в финальном матче она победила Читру Магимаирай из Индии со счётом 269—220. Чуть ранее, также в апреле, она достигла полуфинала снукерного мирового первенства.
В настоящее время Эмма Бонни находится на 3 месте в женском рейтинге снукеристок. Её высший снукерный брейк — 129 очков.